# Kasteel van Crombrugghe

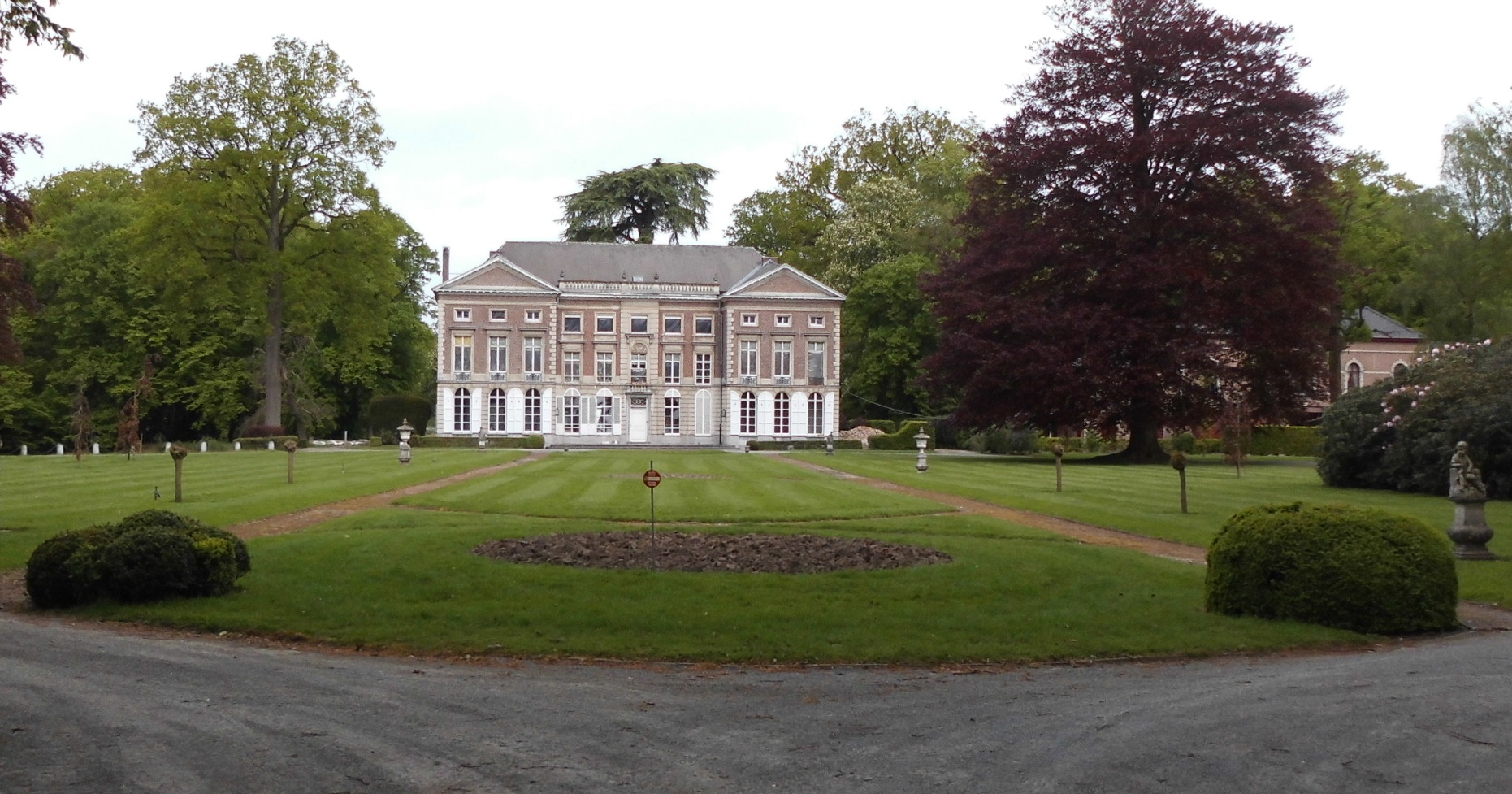
Kasteel van Crombrugghe

Het Kasteel van Crombrugghe is een kasteel in de tot de Oost-Vlaamse gemeente Deinze behorende plaats Sint-Martens-Leerne, gelegen aan de Kasteeldreef 2-3 en 4.

## Geschiedenis
In 1698 werd het kasteel voor het eerst vermeld als: speelgoed met motte en neerhof, wat neerkwam op een buitenplaats. Begin 18e eeuw kwam het in bezit van de heren van Drongen, waaronder A. Walckiers.
In 1786 werd het kasteel -én de heerlijkheid Drongen- gekocht door graaf J.B. D'Hane de Steenhuyse. Kort daarna kwam het kasteel in bezit van de familie De Crombrugghe en bleef dat tot heden (2020).
Omstreeks 1845 werd het kasteel vergroot en werden de dreven heraangelegd.

## Gebouw
Het kasteel heeft een U-vormige plattegrond en werd in 1845-1847 gebouwd naar ontwerp van Louis Minard. In het kasteel zou nog een eind 18e-eeuwse kern zijn, met een classicistisch salon.
Naast het kasteel vindt men koetshuizen, een hovenierswoning en een oranjerie, alles naar ontwerp van Minard. Het interieur van de oranjerie is nog grotendeels origineel, en er tegenaan is een druivenserre en een koude kas. Verder is er een ommuurde moestuin.
Het domein van ongeveer 25 ha is in landschapsstijl. Er is een vijver met een eiland en een boothuis. In het park staat een Libanonceder.